# Appenwinden
Appenwinden ist eine Wüstung in der Gemeinde Künzell im Landkreis Fulda.

## Geografische Lage
Die Wüstung liegt auf einer Höhe von 399 m über NN in der Gemarkung Pilgerzell am Zusammenfluss zweier Quellarme des Grumbaches, ungefähr 500 Meter westlich des zum Ortsteils Dirlos zugehörigen Weilers Loheland. Der Flurname Apewinde wird zur ungefähren Lokalisierung des Ortes herangezogen.

## Geschichte
Die Wüstung liegt im Bereich der Karlmann-Schenkung von 743. Erstmals urkundlich erwähnt wird sie 1166 in einer Urkunde des ehemaligen Abtes Markward, der darin eine schon lange Zeit wüst gewordene halbe Hufe zu Pilgerzell dem Freien Adalbert, Sohn des Rudeger von Appenwinden, zu Erbrecht solange schenkt, wie der den Zins pünktlich zahlt und die üblichen Dienste pflichtgemäß erfüllt. 1308 wird das Dorf nochmals als unter dem Florenberg liegend erwähnt. Johann I. von Merlau übergab 1409 die Vogtei unter anderem auch über Appenwinden an die Propstei Neuenberg. 1384 war es zumindest teilweise wüst, da in diesem Jahr vom Fuldaer Abt Friedrich I. von Romrod einem Hans von Rota als Unterpfand Rechte an den Wüstungen Ermbrechts und Appenwinden abgetreten wurden. 1469 war es völlig wüst, da in diesem Jahr das Kloster Neuenberg einen Fetzen Strauch und Gebüsch zu Appenwinden zur Rodung hergab.
Möglicherweise wurde es verlassen, weil ein Leben an der Straßenverbindung von Fulda nach Weyhers permanente Unsicherheit brachte. Die in Weyhers herrschenden Ritter von Ebersberg genannt von Weyhers befanden sich in häufiger Fehde mit den Herrschenden in Fulda und drangsalierten auf dem Weg dorthin wahrscheinlich die Bevölkerung. Die Absiedlung fällt auch in eine allgemeine Wüstungsperiode.
Konrad Lübeck datiert die Gründung des Ortes ins ausgehende 7. Jahrhundert noch vor der Gründung von Fulda. Moderne Siedlungsforschung scheint diese 1931 veröffentlichte Vermutung zu bestätigen. Slawische Volksgruppen besiedelten demnach von Thüringen kommend den von den Merowingern nur schwach entwickelten ostfränkischen Raum.